# Ротемунд, Марк
Марк Ротемунд (нем. Marc Rothemund; род. 1968) — немецкий кинорежиссёр.

## Биография
Марк Ротемунд родился 26 августа 1968 года.
Свою карьеру кинорежиссёра начал как ассистент своего отца режиссёра Зиги Ротемунда, а также других режиссёров. Затем как режиссёр снял несколько эпизодов для немецкого телесериала «Anwalt Abel». В 1998 году снимает свой первый фильм «Das merkwürdige Verhalten geschlechtsreifer Großstädter zur Paarungszeit» и получает премию «Bayerischer Filmpreis» в номинации Лучший начинающий режиссёр (нем. Regienachwuchspreis). 
В 2000 году снимает молодежную комедию «Муравьи в штанах», на тему полового влечения у подростков. Фильм имел большой успех — посмотрели 1,7 миллионов зрителей. В 2005 году снимает фильм «Последние дни Софи Шолль», который был номинирован на 78 церемонии премии «Оскар» в номинации Лучший фильм на иностранном языке. 
В 2007 выходит фильм «Сексуальная революция» о группе дилетантов, которые решили снять порнофильм. В 2010 году снимает новый фильм — «Группиз не остаются на завтрак» («Фанатки на завтрак не остаются»), с Анной Фишер и Костей Ульманном в главных ролях.

## Фильмография
- 1998 — Anwalt Abel (телесериал) — 2 эпизода
- 1998 — Странное поведение половозрелых горожан во время брачного сезона / Das Merkwürdige Verhalten geschlechtsreifer Großstädter zur Paarungszeit
- 2000 — Муравьи в штанах / Harte Jungs
- 2002 — Надежда умирает последней / Die Hoffnung stirbt zuletzt (телефильм)
- 2003 — Дуэт / Das Duo (телесериал) — 1 эпизод
- 2005 — Последние дни Софи Шолль / Sophie Scholl — Die letzten Tage
- 2007 — Сексуальная революция / Pornorama
- 2010 — Группиз не остаются на завтрак («Фанатки на завтрак не остаются») / Groupies bleiben nicht zum Frühstück
- 2012 — Что творят немецкие мужчины / Mann tut was Mann kann
- 2013 — Сегодня я блондинка / Heute bin ich blond
- 2015 — Что творят немецкие мужчины 2 / Da muss Mann durch
- 2017 — Не/смотря ни на что / Mein Blind Date mit dem Leben